# Bossolasco
Bossolasco (piemontiul: Bossolasch) település Olaszországban, Piemont régióban, Cuneo megyében. Lakosainak száma 648 fő (2023. január 1.). Bossolasco Bonvicino, Cissone, Dogliani, Feisoglio, Murazzano, Niella Belbo, San Benedetto Belbo, Serravalle Langhe és Somano községekkel határos.

## Népesség
A település népességének változása:
| Lakosok száma | 661  | 654  | 648  |
|               | 2017 | 2018 | 2023 |